# Ижоры (платформа)
Ижоры (ранее платформа 19 километр) — остановочный пункт для пригородных поездов в Колпинском районе Санкт-Петербурга в посёлке Металлострой.
Находится в 19 километрах от Московского вокзала по ходу Волховстроевского направления.
Сначала вблизи этого места работала старая станция Ижоры. Затем здесь построили платформу «19 километр» для электропоездов. Старая станция перестала использоваться как пассажирская, платформу затем переименовали в Ижоры.
Между двумя путями, к которым примыкают боковые платформы, проходят ещё два транзитных пути четырёхпутного перегона Рыбацкое—Ижоры. Эти пути составляют электрифицированную часть станции, кроме того, два неэлектрифицированных подъездных пути также проходят вдоль юго-западной границы остановочного пункта.
Вблизи северо-западного окончания платформ находится односторонний регулируемый светофором автомобильный тоннель по дороге в промзону «Металлострой» и Петро-Славянку. У противоположного окончания платформ находится железнодорожный переезд по Центральной улице, а также стела «Ленинград», символизирующая железнодорожный въезд в город со стороны Волховстроя, Вологды, Мурманска, Петрозаводска и др. (восстановлена в 2020 году).

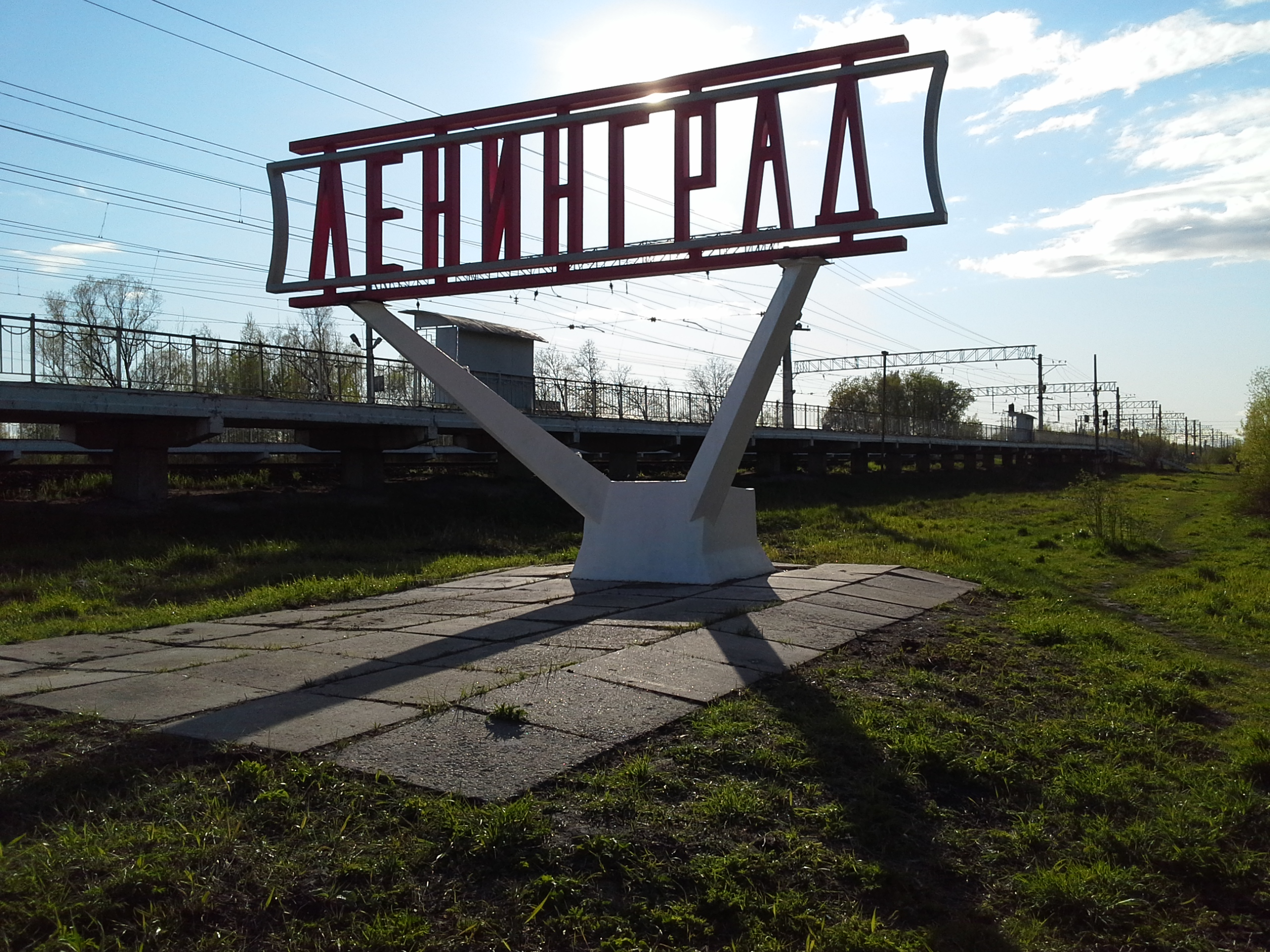
Стела «Ленинград», восстановленная в 2020 году